# Ho-Oh
Ho-Oh is een legendarische Pokémon uit de tweede generatie van het type Fire en Flying met het uiterlijk van een regenboog. Het is een rode vogel Pokémon. Ho-Oh lijkt bijna sprekend op Moltres; een Pokémon uit de eerste generatie.
Ho-Oh is enkele keren te zien op de televisieserie in de anime. Zo'n moment is de eerste aflevering en vaak de laatste van de verscheidene sagen. Hij verschijnt dan achter een regenboog met stralende sterren achter zich latend. Ho-Oh heeft de drie legendarische Pokémon Raikou, Entei en Suicune tot leven gewekt.
Ho-Oh staat ook bekend als een van de twee Tegenpool-Pokémon. De andere is Lugia. Dit is, omdat ze allebei precies het tegenovergestelde zijn.

## Ruilkaartenspel
Er bestaan negen standaard Ho-Oh kaarten, waarvan zeven met het type Fire als element en twee met het type Colorless. Verder bestaan er nog drie Ho-Oh ex-kaarten, en één Ho-Oh LEGEND-kaart. Deze drie hebben allemaal het type Fire als element.